# Agrotis orthosioides
Agrotis orthosioides är en fjärilsart som beskrevs av Walker 1865. Agrotis orthosioides ingår i släktet Agrotis och familjen nattflyn. Inga underarter finns listade i Catalogue of Life.